# Ospalá díra
Ospalá díra (v anglickém originále Sleepy Hollow) je filmový horor s detektivními prvky z roku 1999, jehož režisérem je Tim Burton. V hlavních rolích se představili Johnny Depp a Christina Ricci. Jde o volnou adaptaci povídky „The Legend of Sleepy Hollow“ spisovatele Washingtona Irvinga. Stěžejní roli ve filmu má policejní konstábl Ichabod Crane (hraje Johnny Depp), který byl vyslán z New Yorku do osady Ospalá díra, aby zde vyšetřoval sérii vražd, které místní obyvatelé připisují záhadnému bezhlavému jezdci.
Film získal Oscara za rok 1999 v kategorii „Best Production Design“.

## Herecké obsazení
- Johnny Depp … Ichabod Crane - strážmistr, kterého do vesnice pošlou jeho nadřízení, aby s pomocí moderních metod chytil vraha.
- Christina Ricci … Katrina Van Tassel - dcera Baltuse Van Tassela. Dívka, která okouzlí Ichaboda Cranea.
- Miranda Richardson … Lady Van Tassel - nevlastní matka Katriny Van Tassel. Vyvolala bezhlavého hesenského jezdce.
- Michael Gambon … Baltus Van Tassel - sedlák a vážený občan města patřící k pěti nejmocnějším mužům „Ospalé díry.“ Otec Katriny Van Tassel. Zemře rukou jezdce.
- Casper Van Dien … Brom Van Brunt - nápadník Katriny Van Tassel. Zemře rukou jezdce. Sok Ichaboda Cranea, který též bojuje o srdce Katriny.
- Jeffrey Jones … Reverend Steenwyck/ctihodný Steenwyck - zemře, když jej postřelí Baltus Van Tassel.
- Richard Griffiths … Magistrate Philipse/soudce Samuel Philipse - pokusí se utéct z Ospalé díry, avšak je zabit jezdcem.
- Ian McDiarmid … Doctor Lancaster/doktor Lancaster - zemře, když jej reverend Steenwyck udeří po hlavě dřevěným křížem.
- Michael Gough … Notary Hardenbrook/notář Hardenbrook - oběsí se.
- Christopher Walken … Hessian Horseman/bezhlavý jezdec - nemrtvý jezdec, který vstává z hrobu, aby utínal lidem hlavy.
- Marc Pickering … mladý Masbath - stává se sirotkem poté, co jeho otce zabije jezdec. Pro pomstu otce se stává pomocníkem Ichaboda Cranea.
- Miranda Richardson … Crone/čarodějnice - sestra Lady Van Tassel. Pomůže Ichabodovi zastavit jezdce, avšak sama umírá rukou své sestry.
- Christopher Lee … Judge/soudce - hlavní nadřízený Ichaboda Cranea, soudce ve městě New York. Vyšle jej do Ospalé díry.
- Steven Waddington … Killian - příležitostný pomocník Ichaboda. Vypůjčí mu koně, pomůže vykopat hrob atp. Umírá rukou jezdce stejně jako jeho žena a syn.
- Claire Skinner … Beth Killian - manželka pana Killiana. Porodní bába vesnice. Umírá rukou jezdce stejně jako její manžel a syn.
- Sean Stephens … Thomas Killian - malý syn rodičů Killianových. Stejně jako jeho rodiče umírá rukou jezdce.
- Mark Spalding … Jonathan Masbath - otec mladého Masbatha. Umírá rukou jezdce.
- Jessica Oyelowo … Sarah - služka rodiny Van Tasselových. Zavražděna svou paní Lady Van Tassel.
- Sam Fior … Young Ichabod Crane/mladý Ichabod Crane - malý chlapec, který vystupuje v částech, kdy se Ichabodovi vrací temné vzpomínky z dětství.

## Děj
Pokrokový 24letý policejní konstábl Ichabod Crane se v roce 1799 znelíbí svým nadřízeným. Je proto poslán do osady Ospalá díra v kraji Westchester County, kde má vyšetřit brutální vraždy, při kterých všechny oběti přišly o hlavu: Peter Van Garrett, jeho syn Dirk a vdova Emily Winshipová. Přijíždí do osady vybaven svými vědeckými pomůckami. Od vesnické honorace se dozvídá, že všechny vraždy má údajně na svědomí bezhlavý jezdec, který opouští v noci svůj hrob. Tím jezdcem byl hesenský žoldnéř vyslaný německou princeznou, aby udržel Američany pod anglickou nadvládou. Na rozdíl od ostatních mu nešlo tolik o peníze, ale o samotné zabíjení. V boji se choval obzvlášť krutě, na svém černém hřebci pořádal nájezdy do řad protivníka, kde utínal vojákům hlavy. Nechal si zbrousit zuby do špičáků, aby vypadal hrozivěji. Byl zabit až v roce 1779, hlava mu byla sťata jeho vlastním mečem. Byl pohřben v lese nedaleko Ospalé díry. U jeho skonu byly přítomny dvě malé holčičky, z nichž jedna na něj upozornila pátrající vojáky (přelomila klacek, což vojáci zaslechli). Po dvaceti letech vstává bezhlavý jezdec z hrobu a stíná hlavy obyvatelům Ospalé díry. Sťaté hlavy si odváží s sebou.
Ichabod Crane nevěří, že by vrahem mohla být nějaká nadpřirozená postava. V dětství si prožil trauma, když mu matku zavraždil navenek počestný otec, katolík. Obvinil ji z čarodějnictví a uvěznil ji v železné panně. Ichabod po tomto otřesu odmítl uvěřit v jakoukoli nadpřirozenou existenci a začal používat vědecké metody (film provází občasné retrospektivy do Craneova dětství).
Zpočátku je Crane v osadě Ospalá díra vítaný, avšak postupem času obyvatele stále více překvapuje svými vědeckými metodami (např. pitva exhumovaného těla). Během jeho pobytu dojde ke čtvrté vraždě, obětí je Jonathan Masbath. Jeho syn se poté stane věrným konstáblovým pomocníkem, aby pomstil smrt svého otce. Soudce Philipse prozradí Craneovi, že Jonathan Masbath je ve skutečnosti pátou obětí. To přivede policistu k myšlence exhumovat těla všech čtyř obětí. Při pitvě zjistí, že vdova Winshipová byla těhotná.
Názor na bezhlavého jezdce Crane změní, až když jej na vlastní oči spatří. Jezdcovým cílem je pan Philipse, kterého setne před zraky newyorského konstábla, přičemž hlavu odveze pryč. V panice nemá Ichabold Crane daleko k rozhodnutí osadu opustit, ale svůj strach nakonec přemůže a vydá se po stopách, které by mu mohly ukázat způsob, jak bezhlavého jezdce zastavit. V pátrání mu pomáhá půvabná Katrina van Tassel a mladý Masbath, jehož otec zemřel pod mečem jezdce. Hrob bezhlavého jezdce nalezne také s pomocí tajemné ženy, která přebývá v jeskyni v lese a ovládá magii. Hrob se nachází u Stromu mrtvých - brány z nadpřirozena do této existence.
Strážmistr přijde na to, že jezdec nezabíjí náhodně, ale jeho oběti mu někdo předem vybírá. Někdo, kdo jezdci z hrobu ukradl hlavu. Odhalí souvislost mezi oběťmi. Po několika dalších útocích nabyde přesvědčení, že jezdce ovládá Katrina Van Tassel, sympatická dívka, která jej okouzlila. Tomuto podezření nahrává i objevený pentagram pod jeho postelí, jenž je namalován na podlaze. Strážmistr se rozhodne město opustit, aby dívku nemusel zatknout.
Pak však zjistí, že pentagram má chránit milovanou osobu před zlými silami. Jezdce neovládá Katrina, nýbrž její macecha, která předstírala falešnou smrt, aby se vyhnula podezření. Jejím úmyslem je zabít posledního člena z rodu Van Tasselů (Katrinu), aby dokonala pomstu. Než přijede bezhlavý jezdec, uvězní ji ve starém mlýnu a vypráví ji motiv pro své konání. V dětství jí a její sestře zemřel otec i matka. Jejich pán, kterému sloužili, je vyhnal. Nikdo se jich nechtěl ujmout, protože matka byla podezřelá z čarodějnictví. Než matka zemřela, žila se svými dcerami v jeskyni. Sestry pak žily dál v lese, než narazily na hesenského žoldnéře a byly svědky jeho zabití. V ten moment jedna ze sester zaprodala svou duši zlu (druhá žila dál v jeskyni - byla to ona žena, která Craneovi poskytla vodítko k jezdcovu hrobu). Rozhodla se ukrást jezdci hlavu z hrobu a využít ji k uskutečnění své pomsty na Peteru Van Garrettovi (pán, jenž vyhnal jejich rodinu) a Van Tasselových, kteří zabrali jejich dům.
Po dlouhém souboji s bezhlavým jezdcem uvnitř mlýna a následné honičce v lese, kdy jezdec pronásleduje samotného Ichaboda, Katrinu a Masbatha se však mince otočí: jezdec dostane zpět svou hlavu. Zlou macechu, která jej ovládala, si vezme s sebou do pekla. Ichabod a Katrina odjíždí kočárem do New Yorku, přičemž s sebou berou i mladého Masbatha.

## Citáty
„Nejhorší zlo se ukrývá pod maskou ctnosti.“ (Ichabod Crane varuje mladého Masbatha)

## Soundtrack
Hudbu k filmu Ospalá díra zkomponoval Danny Elfman.
| Sleepy Hollow: Original Soundtrack | Sleepy Hollow: Original Soundtrack | Sleepy Hollow: Original Soundtrack | Sleepy Hollow: Original Soundtrack |
| Pořadí                             | Název                              | Hudba                              | Délka                              |
| ---------------------------------- | ---------------------------------- | ---------------------------------- | ---------------------------------- |
| 1.                                 | Indroduction                       | Danny Elfman                       | 04:15                              |
| 2.                                 | Main titles                        | Danny Elfman                       | 03:09                              |
| 3.                                 | Young Ichabod                      | Danny Elfman                       | 01:19                              |
| 4.                                 | The Story...                       | Danny Elfman                       | 04:28                              |
| 5.                                 | Masbath's Terrible Death           | Danny Elfman                       | 01:35                              |
| 6.                                 | Sweet Dreams                       | Danny Elfman                       | 01:11                              |
| 7.                                 | A Gift                             | Danny Elfman                       | 02:26                              |
| 8.                                 | Into The Woods / The Witch         | Danny Elfman                       | 03:32                              |
| 9.                                 | More Dreams                        | Danny Elfman                       | 01:42                              |
| 10.                                | The Tree of Death                  | Danny Elfman                       | 09:36                              |
| 11.                                | Bad Dream / Tender Moment          | Danny Elfman                       | 03:33                              |
| 12.                                | Evil Eye                           | Danny Elfman                       | 03:42                              |
| 13.                                | The Church Battle                  | Danny Elfman                       | 03:33                              |
| 14.                                | Love Lost                          | Danny Elfman                       | 05:16                              |
| 15.                                | The Windmill                       | Danny Elfman                       | 06:18                              |
| 16.                                | The Chase                          | Danny Elfman                       | 03:11                              |
| 17.                                | The Final Confrontation            | Danny Elfman                       | 04:16                              |
| 18.                                | A New Day!                         | Danny Elfman                       | 01:29                              |
| 19.                                | End Credits                        | Danny Elfman                       | 03:17                              |
| Celková délka:                     | Celková délka:                     | Celková délka:                     | 67:48                              |